# The Shadowthrone
The Shadowthrone je druhé album skupiny Satyricon. Album vyšlo 12. září 1994 prostřednictvím vydavatelství Moonfog

## Žánr
Kapela popisovala The Shadowthrone jako "atmosférické a symfonické album se silným severským dotekem. Album má minimum akustických kytar a středověkých vlivů. Tím pádem je drsnější a smutnější než Dark Medieval Times , ale stále zachovává atmosféru uvedenou z jejich debutového alba. "

## Seznam skladeb
| Seznam skladeb alba The Shadowthrone | Seznam skladeb alba The Shadowthrone      | Seznam skladeb alba The Shadowthrone |
| Pořadí                               | Název                                     | Délka                                |
| ------------------------------------ | ----------------------------------------- | ------------------------------------ |
| 1.                                   | Hvite Krists død ("White Christ's Death") | 8:29                                 |
| 2.                                   | In The Mist By The Hills                  | 8:01                                 |
| 3.                                   | Woods To Eternity                         | 6:13                                 |
| 4.                                   | Vikingland ("Land Of Vikings")            | 5:14                                 |
| 5.                                   | Dominions Of Satyricon                    | 9:25                                 |
| 6.                                   | The King Of The Shadowthrone              | 6:14                                 |
| 7.                                   | I En Svarte Kiste ("In A Black Coffin")   | 5:24                                 |
| Celková délka:                       | Celková délka:                            | 49:09                                |

## Členové
- „Satyr“, vl. jm. Sigurd Wongraven, role: vokály, hlavní a rytmická kytara, baskytara, klávesy
- „Frost“, vl. jm. Kjetil-Vidar Haraldstad, role: bicí a perkuse